# Madder Mortem
Madder Mortem, gegründet 1993 unter dem Namen Mystery Tribe, ist eine norwegische Progressive-Metal-Band.

## Bandgeschichte
Als Mystery Tribe nahmen sie im Jahre 1993 das Demo Days in Sorrow auf. Wenig später änderten sie ihren Namen in Madder Mortem. Ihre erste Veröffentlichung unter diesem Namen war die Misty Sleep EP im Jahre 1997. Das offizielle Debütalbum Mercury erschien 1999 beim englischen Label Misanthropy Records, welches sich allerdings kurze Zeit später auflöste, sodass die Band sowohl Label als auch Plattenvertrag verlor. Der Ausstieg von drei Bandmitgliedern noch im selben Jahr stellte einen weiteren Rückschlag dar.
Nachdem Madder Mortem sich neu formiert hatten, nahm die Band im Jahr 2000 ein weiteres Demo auf, das ihr einen Plattenvertrag beim Label Century Media einbrachte. Dort erschien auch im Jahr 2001 das zweite Album All Flesh Is Grass, auf welchem die Band einen deutlich härteren und aggressiveren Musikstil einschlug.
Nach einer europaweiten Tour zusammen mit Tristania, Rotting Christ und Vintersorg im September/Oktober 2001, begann die Band an einem neuen Album zu arbeiten, welches schließlich im Oktober 2002 unter dem Namen Deadlands veröffentlicht wurde. Im Februar/März 2003 unterstützten Madder Mortem Opeth auf ihrer Deliverance-Tour quer durch Europa. Anschließend folgten Auftritte auf mehreren Festivals, darunter das Inferno Metal Festival Norway in Oslo 2003.
Im Jahr 2006, während der Aufnahme eines neuen Albums, wechselte die Band ihr Label und ist seitdem bei Peaceville Records unter Vertrag, wo noch im selben Jahr das vierte Albums Desiderata veröffentlicht wurde.
Nach einer längeren kreativen Pause erschien am 18. Mai 2009 das neue Album Eight Ways.
Im Januar 2015 teilte die Band mit, dass sie sich nicht länger mit Peaceville Records zusammenarbeiten und derzeit auf der Suche nach einem neuen Label sind, um im Laufe des Jahres ihr bereits aufgenommenes, sechstes Studioalbum veröffentlichen zu können. Das Album Red In Tooth And Claw erschien schließlich 2016 bei Dark Essence Records, ebenso wie die folgenden Alben Marrow (2018) und Old Eyes, New Heart (2024).

## Diskografie

### Demos
- 1997 – Misty Sleep
- 1998 – Demo 98
- 2000 – Demo 2000

### Alben
- 1999 – Mercury
- 2001 – All Flesh Is Grass
- 2002 – Deadlands
- 2006 – Desiderata
- 2009 – Eight Ways
- 2016 – Red In Tooth And Claw
- 2018 – Marrow
- 2024 – Old Eyes, New Heart